# 細川進
細川進（ほそかわ すすむ、1978年10月18日 - ）は、日本の元ラグビー選手。

## プロフィール
- 岩手県紫波町出身。
- 現役時代のポジションは、ウィング(WTB)、スクラムハーフ(SH) 。

## 略歴
1997年、盛岡工業高校卒業後、東北福祉大学に入る。なお盛岡工業高校時代、花園へ3度出場している。
2001年、東北福祉大学卒業後、釜石シーウェイブスに加入。9シーズンプレーした。
2010年、釜石シーウェイブスのアシスタントコーチに就任し、イーハトーブリーグの紫波オックスに加入した。
2016年、釜石シーウェイブスのコーチを退任した。